# Castillo de Gjirokastra
El Castillo de Gjirokastra (en albanés: Kalaja e Gjirokastrës) es un castillo en Gjirokastra, Albania (históricamente conocida como Argyrokastro, un nombre que luego se aplica también al castillo).
El castillo domina la ciudad, con vistas a la ruta de importancia estratégica a lo largo del valle del río. Está abierto a los visitantes y contiene un museo militar con artillería capturada y recuerdos de la resistencia comunista contra la ocupación alemana, así como un avión capturado de la Fuerza Aérea estadounidense para conmemorar la lucha del régimen comunista contra el imperialismo de las potencias occidentales.
La ciudadela ha existido en varias formas desde antes del siglo XII.